# Quipungo
Quipungo – miasto w Angoli, w prowincji Huíla.